# Ptilinus longicornis
Ptilinus longicornis is een keversoort uit de familie klopkevers (Anobiidae). De wetenschappelijke naam van de soort is voor het eerst geldig gepubliceerd in 1995 door Toskina.